# 弗赖堡大学
47°59′39″N 7°50′49″E / 47.99417°N 7.84694°E
弗萊堡大学（德語：Universität Freiburg），全称为阿尔伯特－路德维希－弗萊堡大学（Albert-Ludwigs-Universität Freiburg），是位於德国巴登－符腾堡州的弗萊堡市的一所公立研究型大学。该校建校于1457年，是奥地利哈布斯堡王朝的第二所大学，也是德国最为古老的大学之一。学校由11个院系组成，有着教授人文、社会科学和自然科学的传统。
弗莱堡大学是欧洲研究型大学联盟成员，国际学生约有16%。2007年10月至2012年5月为德国“精英大学”第二轮评选的德国九所精英大学之一。曾有许多西方学者在弗莱堡大学学习或任教，如马丁·海德格尔、马克思·韦伯和弗里德里希·哈耶克等。迄今学校共产生过13位莱布尼茨奖（德国最高科研荣誉）获得者以及21位諾貝爾獎得主。

## 历史

### 建校

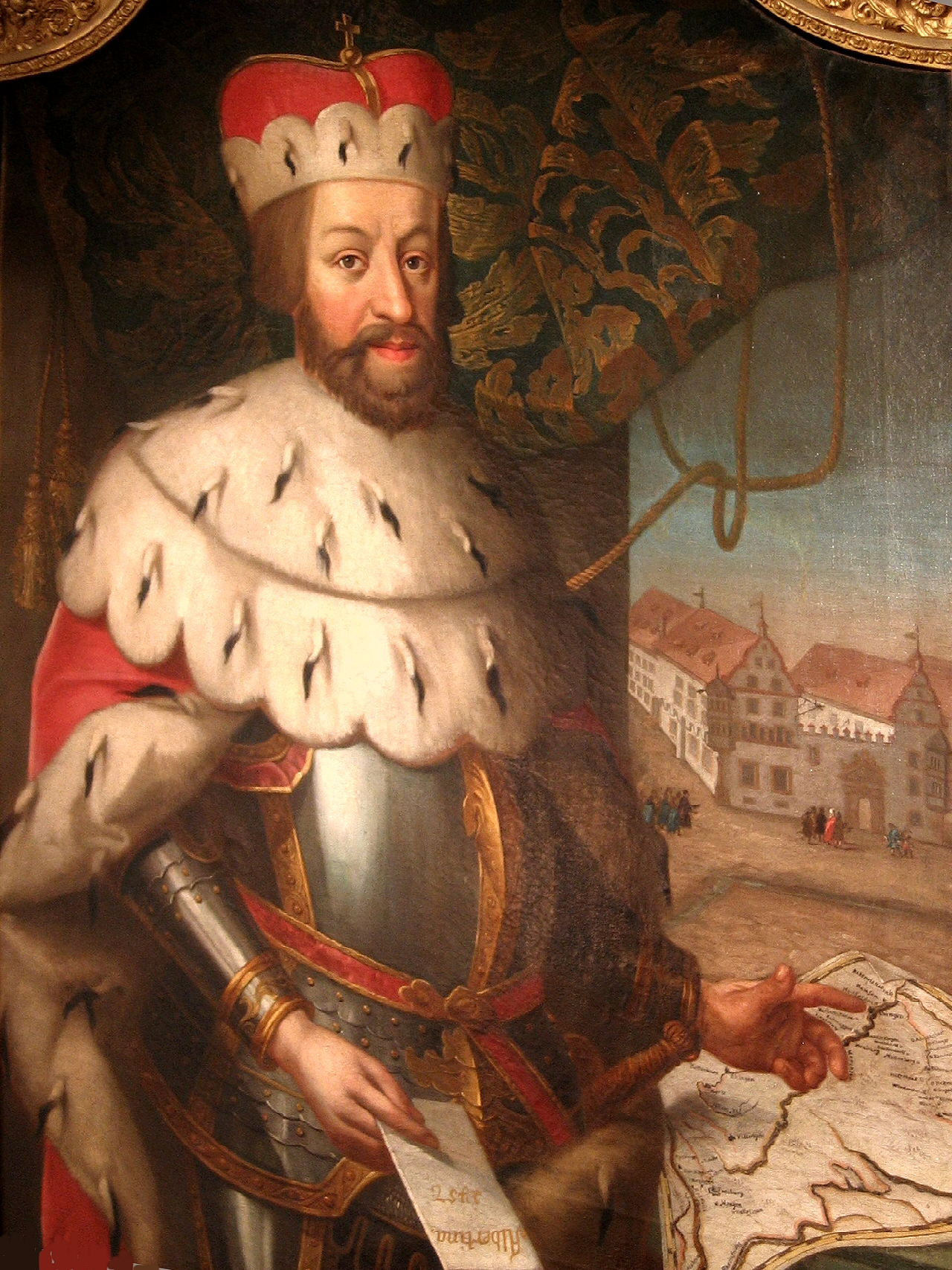
建校者阿尔布雷希特六世，与其兄神圣罗马帝国皇帝腓特烈五世时共任奥地利大公。

随着中世纪晚期日耳曼人开设大学的第二波潮流，弗莱堡大学立校，与巴塞尔大学和蒂宾根大学同属一个时期。1455年4月20日，教宗加里斯都三世回应奥地利大公阿尔布雷希特六世，同意在康斯坦茨教区设立学校。大学奉教宗诏书而建，以教会作为实体并属于罗马天主教会及其高级僧侣。巴塞尔主教兼任教务长，康斯坦茨主教作为守护者，实际资助人为奥地利大公阿尔布雷希特六世。阿尔布雷希特为大学提供了土地和资金支持外，还给予其独立的司法权，故大学因其冠名（德语拉丁文转作）。1460年4月26日，大学正式开始教学。时为阿尔布雷希特领土内的“国家大学”（Landesuniversität）。

### 中世纪发展
1490年弗莱堡大学转交给哈布斯堡王室成员管辖，成为奥地利继维也纳大学后的第二所大学。像中世纪的其他大学一样，弗萊堡大学初设四大科系：神学、哲学、医学和法学。首届学生人数为140人。当时的哲学教育包括所谓“自由七艺”（文法、修辞、逻辑、算术、几何、音乐和天文），为所有学生必修科目。在哲学系拿到文学学士，是学生在其他三个科系进修的先决条件。当时约翰·罗伊希林、法学家乌尔里希·查修斯（Ulrich Zasius）等人在弗莱堡大学执教。弗莱堡大学的课程收录于格雷戈尔·赖施（Gregor Reisch）1503年出版的《哲学珠玑》一书中。

### 宗教改革
建校伊始，弗莱堡大学就开始在争取欢迎宗教改革，因此许多教授也明确地对马丁·路德的言论表示支持。然而弗莱堡作为一个传统的天主教城市，市议会发起了查抄，并将两千余本新教书籍在大教堂广场焚毁。在斐迪南大公1524年5月13日访问学校时，则明确建议驱逐新教学生房客。与此同期的1529年，巴塞尔的新教改革运动随着毁坏圣像达到了顶峰，伊拉斯谟和巴塞尔大学的许多天主教教授都来到了弗莱堡。

### 高卢学院
1679年弗莱堡成为法国城市。法王路易十四不喜欢奥地利制大学，将建设大学的资金和责任一同委托给天主教耶稣会。1684年11月6日，改名为高卢学院（Studium Gallicum）的弗莱堡大学开始设立双语项目。1686年，教职员工逃亡至康斯坦茨。1698年随着大同盟战争结束，弗莱堡根据萊斯維克條約交还予哈布斯堡王朝。大学也随之回到了弗莱堡市。

### 改革时期

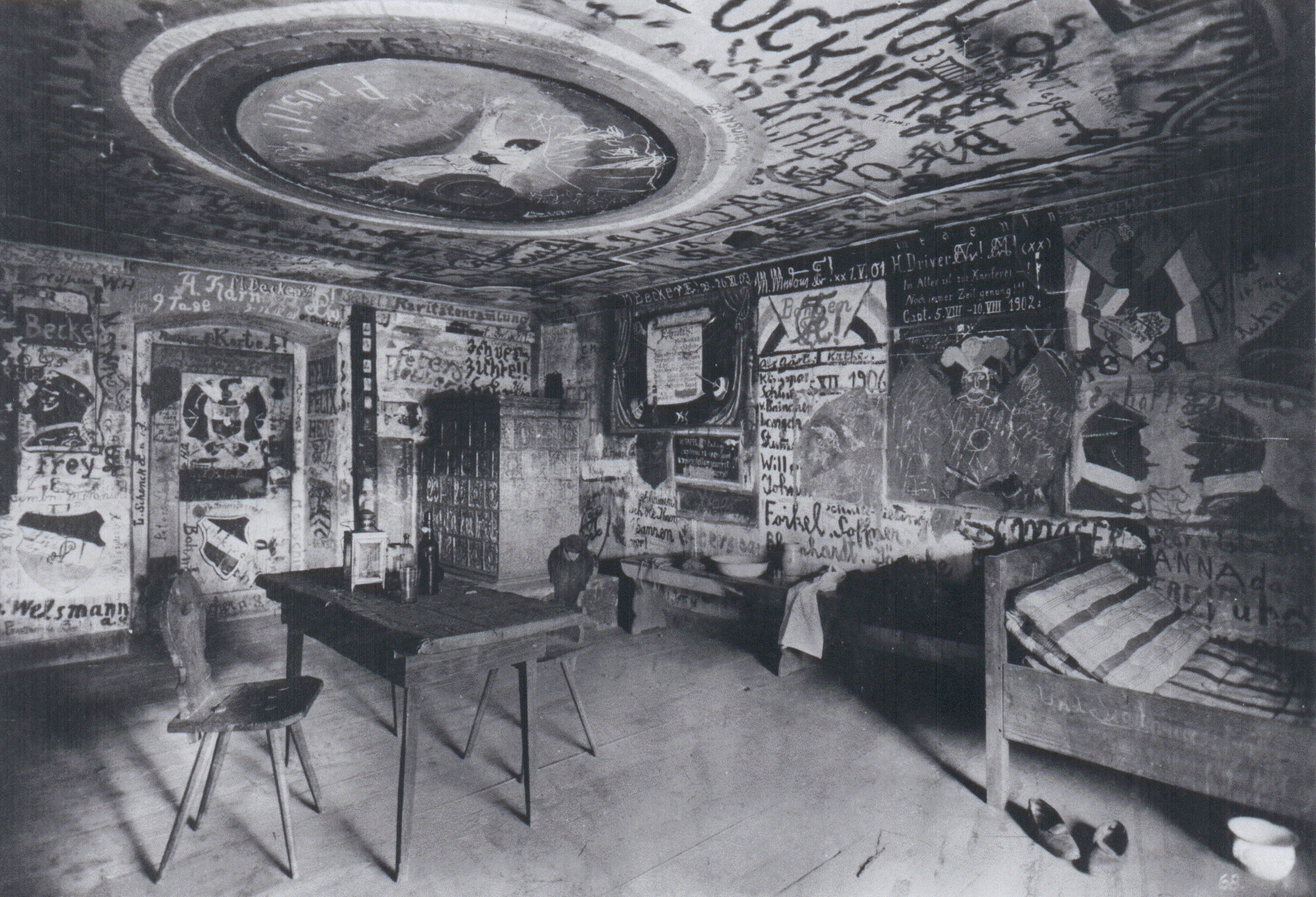
弗莱堡大学原来的禁闭室，上面残留着学生的涂鸦

1698年，奥地利重新占领前奥地利地区，弗莱堡作为前奥地利首府。弗萊堡大学建校初期为天主教信仰的一个堡垒。这在开始时引发了人文主义思潮的兴起，但因新兴学科的出现，仅允许天主教徒入校便成为了科学研究的障碍。1620年，罗马天主教会因为推动反宗教改革，不确定弗莱堡大学的信仰问题，而将两个院系的行政权收归由教廷直辖。奥地利大公玛丽亚·特蕾西亚则着手对境内教育进行改革。1767年大学入学条件在宗教信仰上明确走向自由化，并要求增加自然科学和公共行政学科系。同年，不顾宗教界的抗议，弗莱堡大学收归国有。在1773年，随着教宗克雷芒十四世下达敕令镇压耶稣会，天主教思想在学校的主导地位开始减弱。约翰·乔治·雅格比（Johann Georg Jacobi）在1784年成为了弗莱堡大学的第一位新教徒教授。
当拿破仑在1805年攻破神圣罗马帝国得到前奥地利之后，弗莱堡在次年成为了新成立的巴登大公国的领土。因相对较小的巴登拥有一所历史更为悠久的大学——始于1386年的海德堡大学，弗莱堡大学的存在也开始受到了威胁。卡尔·弗里德里希和卡尔两位大公因资金紧张问题先后考虑关闭弗莱堡大学。

### 从阿尔伯特到阿尔伯特-路德维希
弗莱堡大学依靠着资助和之前的收入来维持着运作，直至1818年巴登继任大公路德维希一世执政。新的大公认为：两种宗教（天主教与新教）在巴登应各有一所大学来代表，其中海德堡大学深受新教的影响，而弗莱堡大学则有存在的必要。他每年开始向弗萊堡大学提供稳定的经费，并于1820年将此以手谕的形式确立下来。为此，大学遂更名为“阿尔伯特-路德维希大学”，以示谢意。

### 自由向往

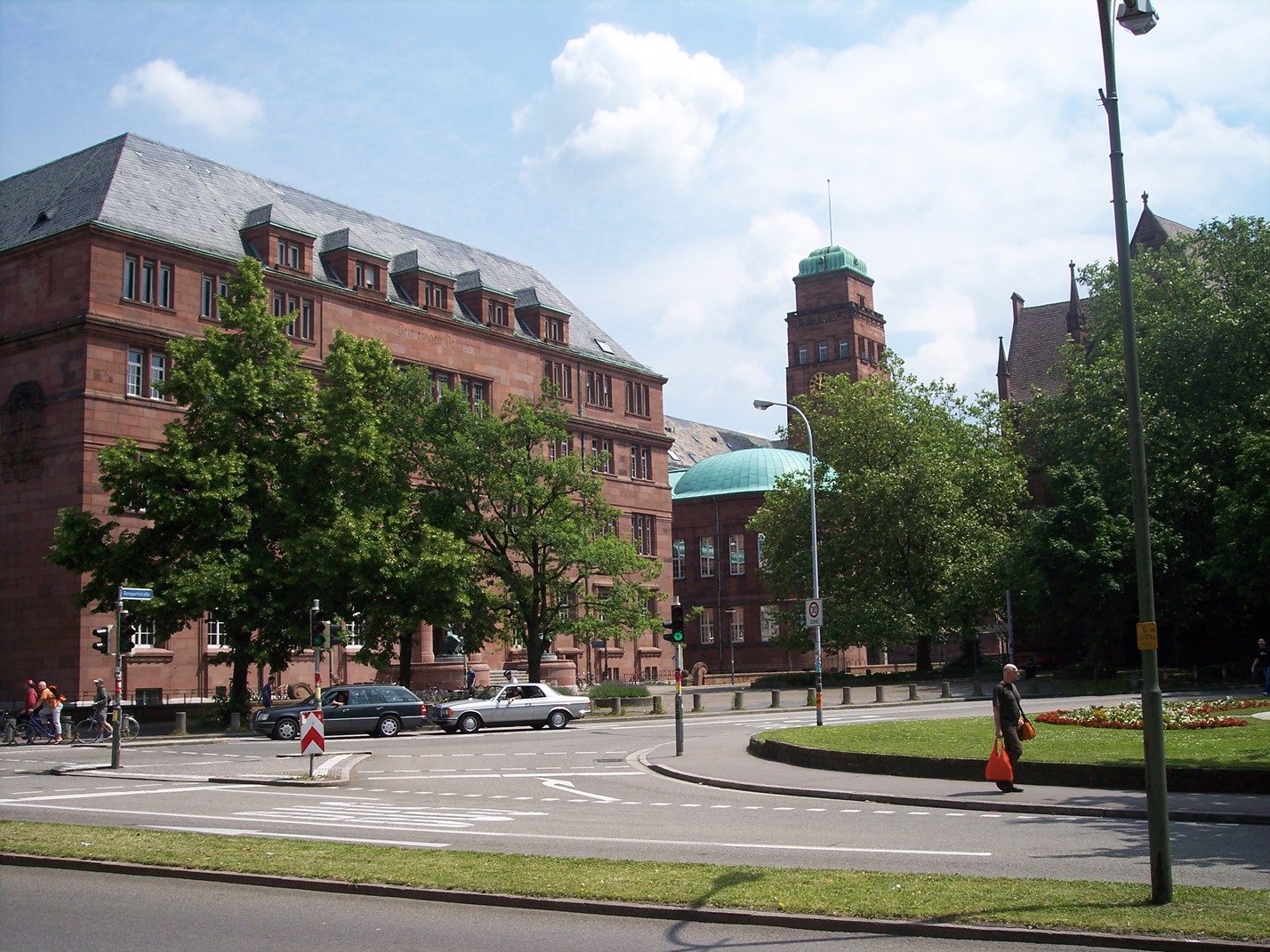
建於1911年的第一教学楼

1832年3月1日，巴登促进出版自由的新闻法生效。因此弗莱堡出现了一份报纸《自由报》（Der Freisinnige）。报纸主编Carl von Rotteck 和Carl Theodor Welcker教授违反了卡尔斯堡决议（Karlsbader Beschlüsse），提出了德意志自由与统一的主张。在法兰克福议会的压力下，大公国政府决定在5月19日将报纸取缔。然而随之而来的学生抗议示威持续不断。直至9月12日，政府决定关闭学校，并让两位教授在10月26日退休。大学在妥协后重新开放。

### 后续发展
自19世纪80年代起，学生数量与院系规模均得到快速发展。学校的科研声望吸引了经济学家阿道夫·华格纳、史学家格奥尔格·冯·贝洛（Georg von Below）、弗里德里希·梅尼克、法学家卡尔·冯·阿米拉（Karl von Amira）等人前来执教。
19世纪末，因巴登州法律，弗萊堡大学同海德堡大学一同成为德国历史上第一所可以接收女学生的大学。至一战前，大学已有3000名学生。20世纪初大学建造了大量新建筑以适应现代大学发展。于是弗莱堡老城及周边地区均成为大学建筑的所在地。例如第一教学楼、主楼、哲学楼建筑即是巴符州最重要的德国青春艺术风格的建筑，修建于1907-1911年。其红色的砖墙及原用作“禁闭室”（Karzer）的塔楼迄今仍是弗莱堡的标志性建筑。入口两侧为荷马与亚里士多德的塑像，1915年完工。在大堂的西面，则镌刻着学校的格言“真理必叫你们得以自由”。
一战后，哲学家埃德蒙德·胡塞尔及其门生马丁·海德格尔先后来到此校任教。瓦尔特·欧肯也在此萌生了“秩序自由主义”（Ordoliberalismus）的经济理念，现在已经将这一套体系称为“弗莱堡学派”了。

### 纳粹时期

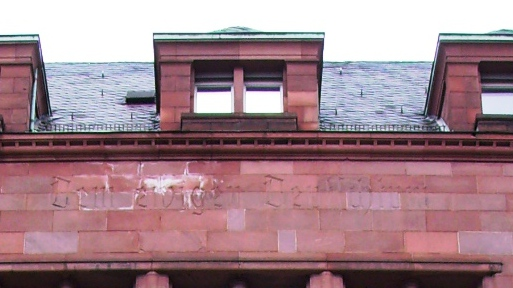
Dem ewigen Deutschtum（“致永恒的德意志”）

同其他德国学校一样，随着“政治一致”（Gleichschaltung）的推进，纳粹时期犹太师生遭到迫害。 这一时期的校长为Wilhelm von Möllendorff （1933年4月15日-20日）、马丁·海德格尔 （1933年4月21日—1934年4月27日）、Eduard Kern（1934年）、Friedrich Metz（1936年）、Otto Mangold（1938年）和Wilhelm Süss（1940年起）。1933年根据校长马丁·海德格尔的“再提专业公共服务法令”，校内犹太籍师生正式遭到驱逐。这一法令通常也被视为对纳粹政权的公开支持。在主楼的入口上方，也镌刻了新的文字——“致永恒的德意志”。

### 战后
经过战时关闭，二战结束后大学重开。遭受战争重创的大学在艰难的条件下进行了重建。为自然科学所新建造的楼宇也在“学院角”（Institutsviertel）竖立。
经济系则在早期弗莱堡学派学者瓦尔特·欧肯、弗兰茨·伯姆、汉斯·格罗斯曼-杜尔特、莱昂哈德·米克希等人的基础上，发展了秩序自由主义。社会市场经济体系即因此思想而诞生，并成为了德国的战后经济迅速复苏（Wirtschaftswunder）的理论基础。弗里德里希·哈耶克当时虽已离校，但指导了“瓦尔特·欧肯学院”的建立。该学院作为弗莱堡城市发展的智库。政治学方面，阿诺德·贝格施特雷瑟（Arnold Bergsträsser）作为德国战后政治重建的三驾马车之一，他的研究组现在成为了大学的社会文化研究学院——阿诺德·贝格施特雷瑟学院。
在20世纪后期，学校快速壮大。在1960年时大学有1万名学生，而到1980年时则达到2万。

### 现状
黄金大米是由弗莱堡大学的彼得·拜耳教授(Peter Beyer)与苏黎世高工的英戈·珀特里库斯（Ingo Potrykus）教授自1992年至2000年研究出的成果。黄金大米是生物技术的一个突破，通过基因工程改良后的大米富含维生素A，可以用来提供给营养缺乏者。

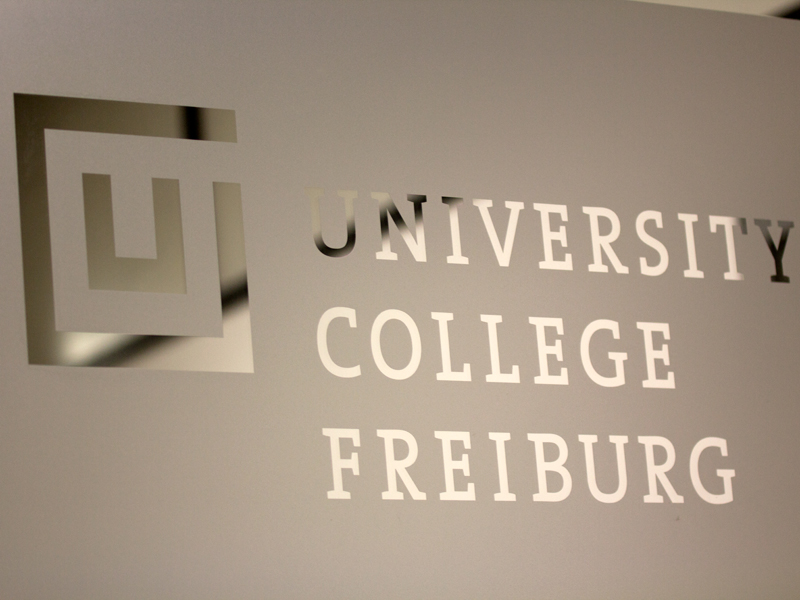
弗莱堡大学学院校徽

2003年大学新建了一个纪念馆以及一系列雕塑，旨在纪念因纳粹主义而遭受苦难和迫害的学生及教职F员工。
2006年，弗莱堡大学加入了欧洲研究型大学联盟（LERU）。2007年，弗莱堡大学成为了联邦政府资助的九所精英大学之一，然而它并没有受到2012年的新一轮赞助。2012年弗莱堡大学学院（University-College-Freiburg）建立，作为一个招收国际学生的文理学院，大学学院采用英语授课并授予英美体系的本科学士学位。

## 组织及院系

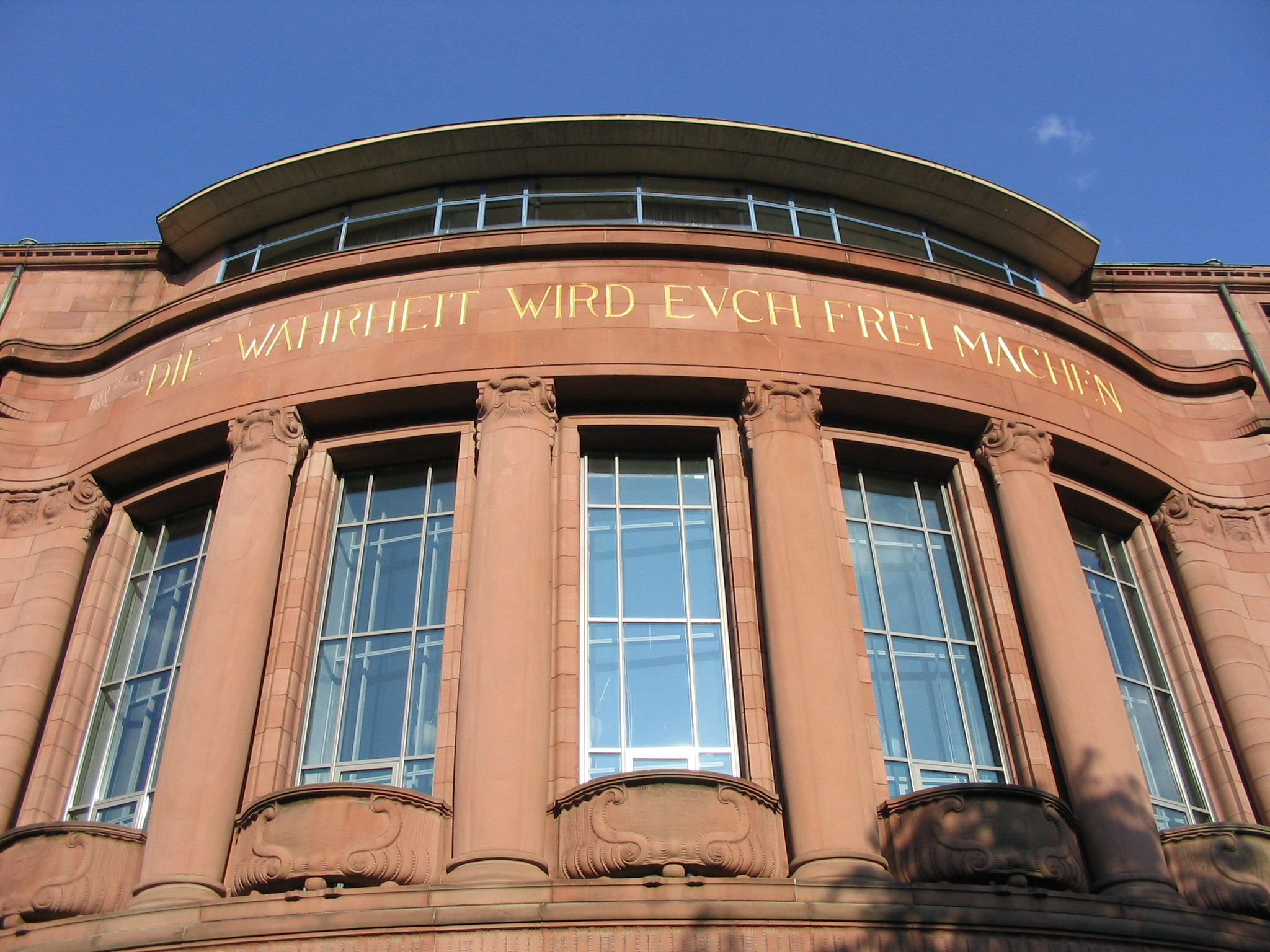
"Die Wahrheit wird euch frei machen"（真理必叫你们得以自由，约翰福音 8，32）

1970年代时，学校被分为14个学院；1994年，大学新加入了第15个学院——工程学院。2002年，随着调整，院系数量减少为11个。如今学校有430位教授，3695名学术人员和8644名非学术性职工。

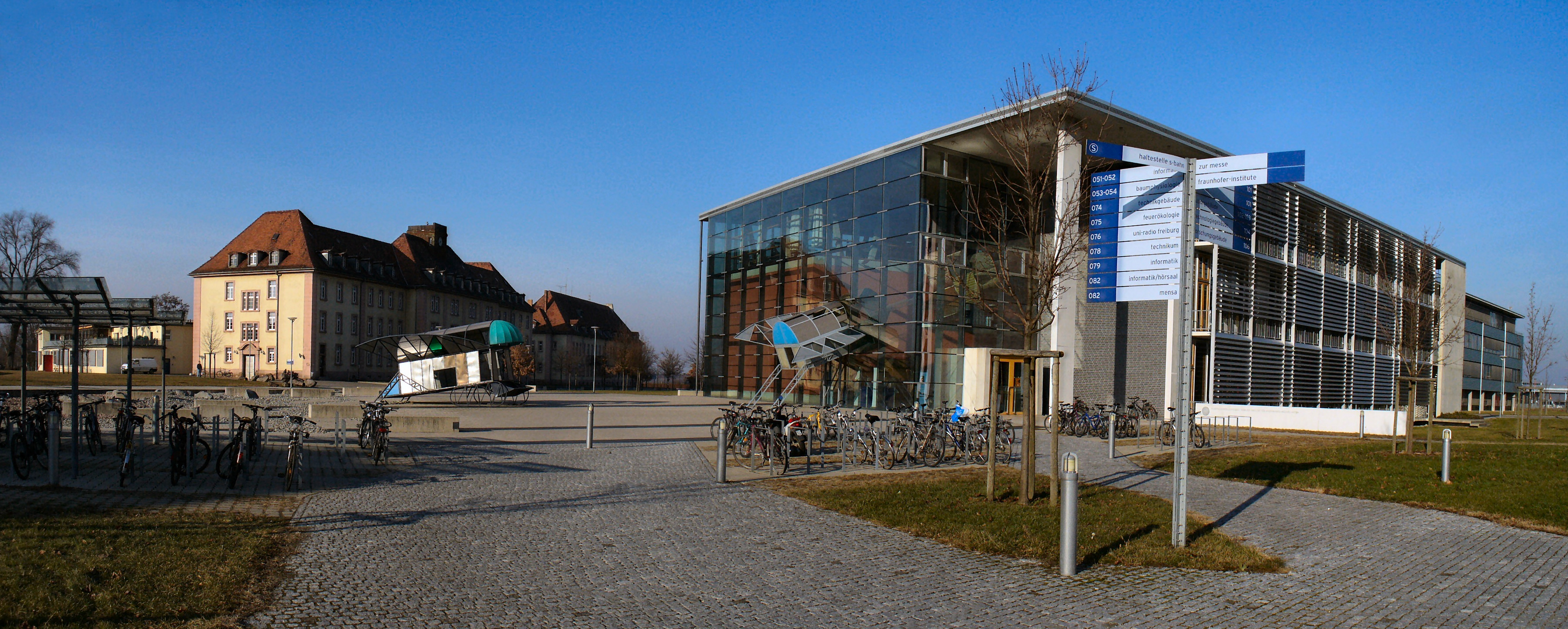
工程系建筑

目前大学分为11个学院：
- 神学院
- 法学院
- 医学院（含弗莱堡大学医院）
- 经济学与人类行为学院
- 语言学院
- 哲学院（含历史学、社会学）
- 数学和物理学院
- 化学与药学院
- 生物学院（含弗莱堡植物园）
- 环境与自然资源学院
- 工程学院（含信息学系和微系统工程学系）

### 语言课程
弗莱堡大学自1911年起即为外国留学生提供德语课程服务。授课地点为大学语言教学中心（Sprachlehrinstitut）。非密集课程通常为夜校，而密集的语言课程还会伴随着德国文化、政治以及哲学、艺术等课程一同教授。课余还会远足至黑森林、巴塞尔或是法国阿尔萨斯。专业德语课程，如商务德语，也可供选择。每年寒暑期会吸引50余个国家的学生前来学习语言。负责汉语教学的弗莱堡大学孔子学院中国共建方为南京大学。

## 校徽

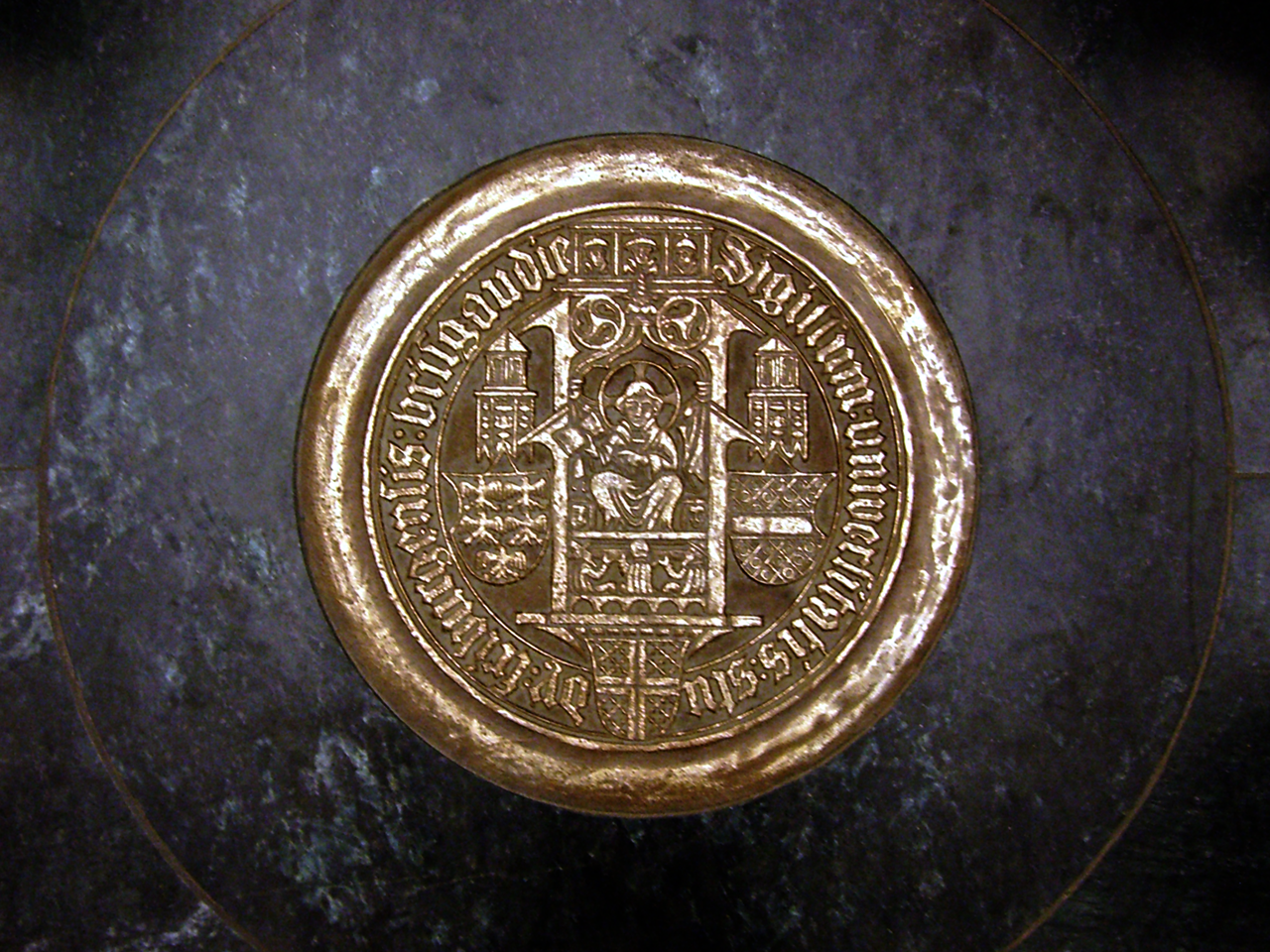
大会堂（auditorium maximum）入口地板上的校徽

校徽上的耶稣端坐于耶路撒冷圣殿的后哥特式王座上，手持摩西五经。犹太学生围坐在下方，书记员位于上方。环绕装饰用的三个盾徽分别是：右方为奥地利大公纹饰，左边是哈布斯堡家族纹章，下端是弗莱堡市盾徽。外围是拉丁文的“布赖施高弗莱堡大学之印”（拉丁語：Sigillum: Universitatis Study Friburgersis Brisgaudir）。弗莱堡大学自1462年启用的校徽，除1913年进行过微调之外，未做过更改。

## 学术

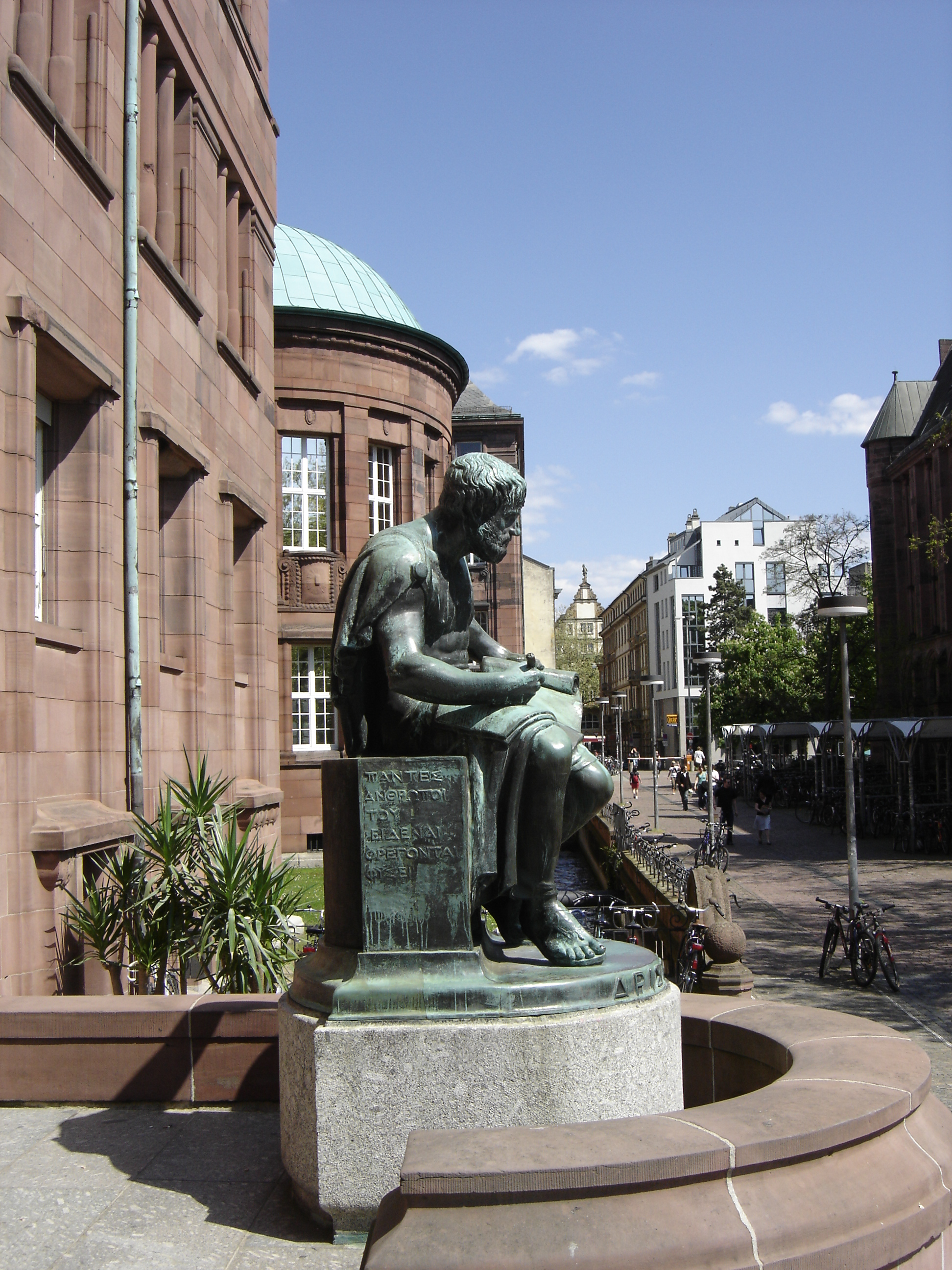
一号教学楼前的亚里士多德雕塑

学校在2007年通过了德国大学卓越计划的审核，获得了“德国精英大学”的称号，并在三个方向下收到收到1.3亿欧元的资助。第一个方向是一个新的研究生院，斯伯曼生物与医学研究生院；第二个是生物信号研究中心；第三个则是学术战略。卓越计划将弗莱堡大学的战略方向定位“研究的窗口”，旨在提高跨学科领域水平和吸引世界各国科学家。为此，弗莱堡大学斥资建立了新学院——弗莱堡高等研究院（Freiburg Institute for Advanced Studies, FRIAS），并获得了“精英大学”的头衔。
2007年弗莱堡市也因弗莱堡大学，同亚琛市（亚琛工业大学）和布伦瑞克（布伦瑞克工业大学）被德国科学基金会（-{Stifterverband
für die Deutsche Wissenschaft}-）评定为“德国科学城市”。2009年，弗莱堡大学从百余所高校中脱颖而出，被同一组织授予了“十大教学优秀大学”的头衔。
2012年，大学卓越计划评审委员会延续了对斯伯曼生物与医学研究生院的赞助。然而评委会决定不再给予弗莱堡大学高等研究院（FRIAS）资助，原因为该学院与大学整体架构整合较差，表明大学管理存在问题。弗莱堡大学也因此丢掉了“德国精英大学”的头衔。

## 校园

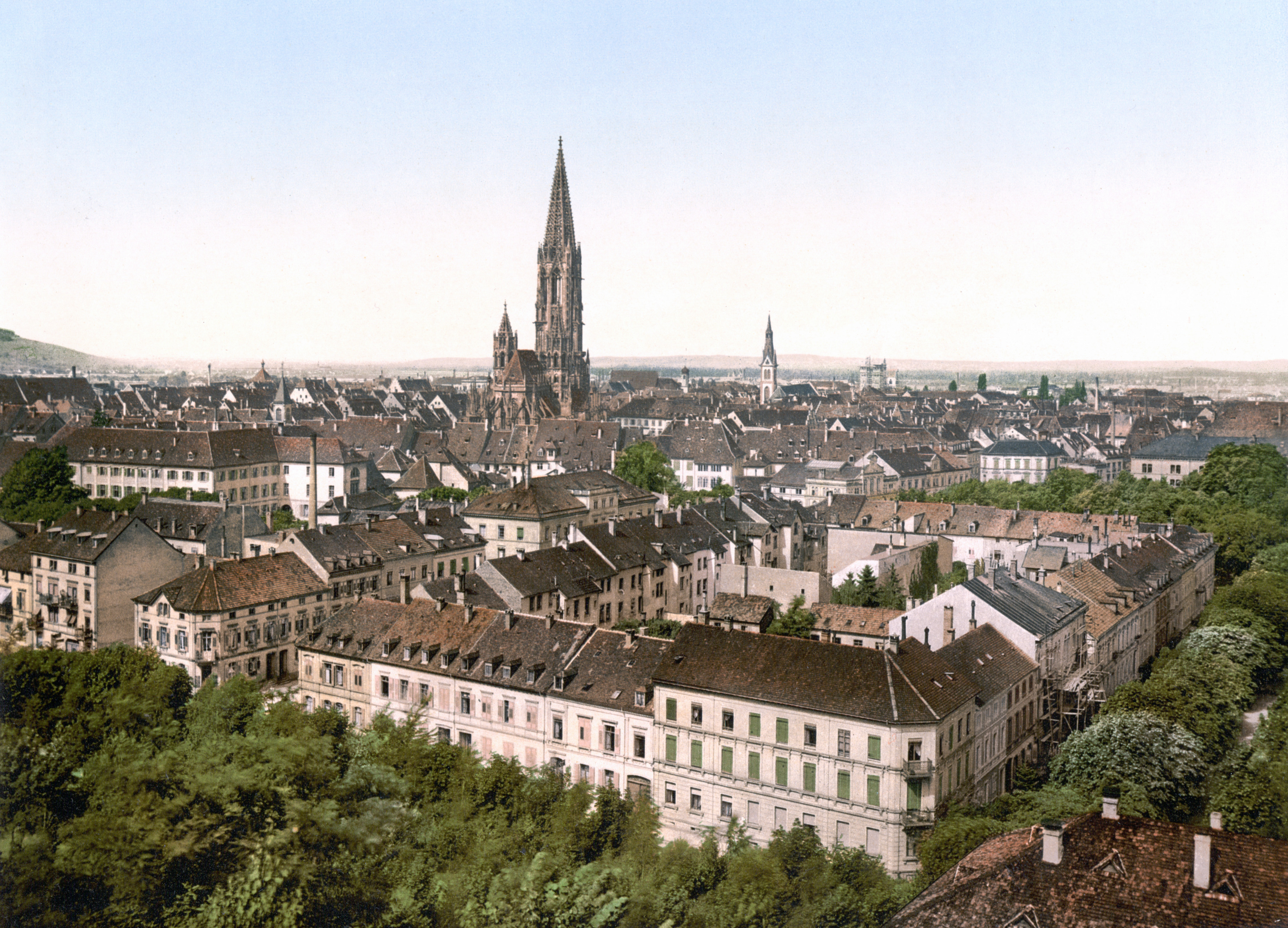
20世纪初的弗莱堡

自15世纪以来，学校与城市的发展便交织在了一起。学校建筑也分散坐落在弗莱堡市内各处。弗莱堡大学可以大致分为三个校区：紧挨着老城中心的校本部，市区的学院角以及靠近机场的工科校区。
在老城的主校区有着如画的青春艺术风格的一号教学楼，由赫尔曼·比灵（Hermann Billing）设计并建于1911年；还有复古的哥特式老图书馆。新图书馆也在不远处，是一个1970年代建立的纪念碑式建筑，在2008年已重新修葺。它是德国最大的图书馆之一，在2007年德国国家大学图书馆排行上名列第四。
在二号教学楼旁的大学教堂，则是1683年奉耶稣会之命建造的。在1773年耶稣会遭镇压后，教堂及耶稣学院一同转交给大学管理。教堂在1944年11月27日因空袭被摧毁，重建于1956年。
学院角是自然科学学院的所在地。这一校区在1944年的轰炸中几乎彻底被毁。二战后则重建成今日规模。有物理楼，化学楼，有“赫尔曼-施陶丁格之家”高分子化学楼，和医学系大楼。
工科校园在弗莱堡西北的机场旁边，在医学中心附近。校园是微系统工程系和计算机科学系的所在地。
弗莱堡大学医学中心是德国最大的医学中心之一。1600张床位、一年55000住院患者和357000流动患者的治疗量使得大学医学中心引以为傲。它包括13个专科、5个临床学院以及5个医学中心（如移植医学中心）。
新世纪后弗莱堡大学在Herdern区购置了一幢新房，将作为大学高等研究院的文学、语言以及历史系使用。

## 学生

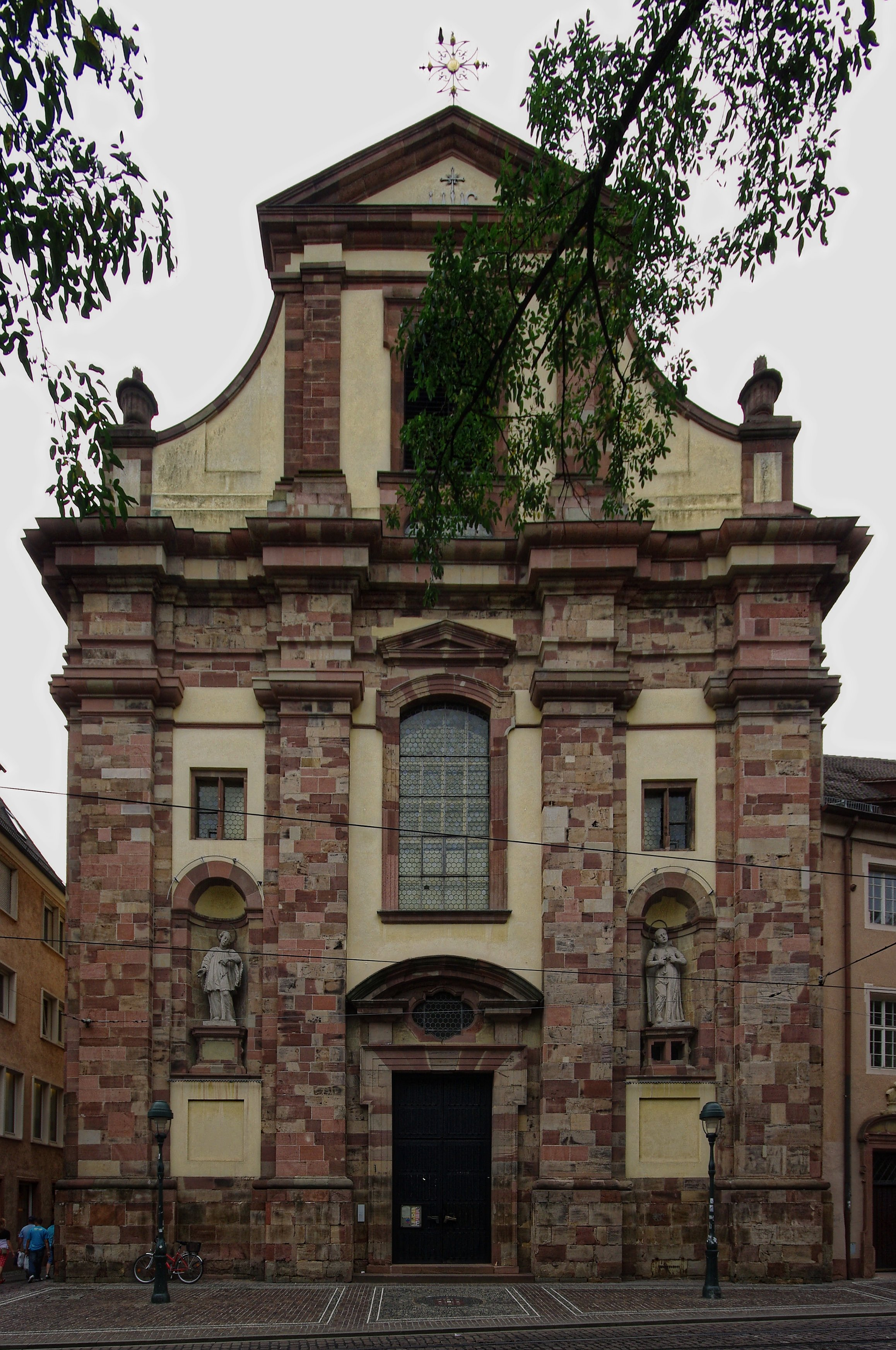
大学教堂

弗莱堡大学在11个院系内提供150个领域的本科生、研究生以及博士后项目。包括本科生和研究生在内，大学约有21600名学生。约16%的学生为外国人，来自120余个不同的国家。根据2010年秋季的数据，26000名弗莱堡大学申请者中约会有4000人被录取。

### 学生生活
大学学生俱乐部与社团组织众多，还包括广播电台和电视台。学校现存最古老的学生团体是1812年由基金资助建立的Corps Rhenania Freiburg。大学在附近的绍因斯兰山（Schauinsland）上拥有一个青年旅社，且校址临近法国阿尔萨斯、瑞士和黑森林，学生休闲和户外活动有着优越的条件。
大学为学生提供各种宿舍，由学生工作处管理。除此之外，还有其它组织管理的宿舍，如弗莱堡大主教管区和福音派教会。因为易于承担的租金和良好的地段，宿舍非常抢手。然而由于市内学生数量较大，在弗莱堡寻找私人房源同样非常耗时。
学校拥有职业规划中心，创业者联盟将其评为德国最好的几家之一。

## 相关人物

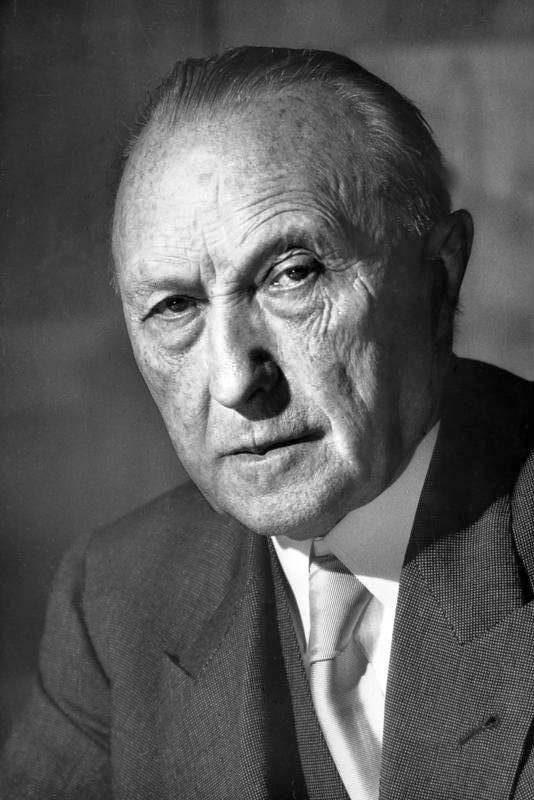
康拉德·阿登纳 政治家
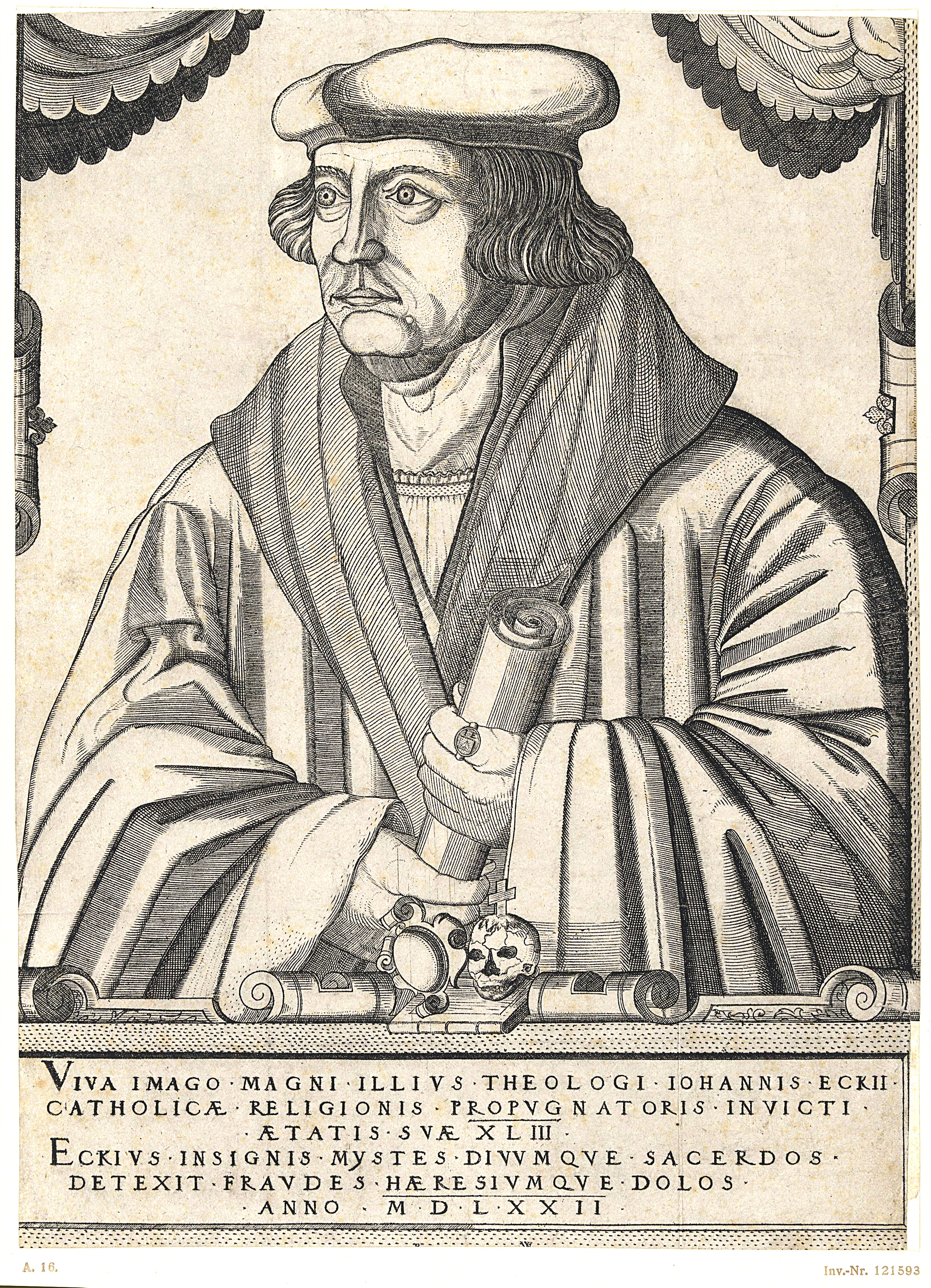
约翰·埃克 神学家
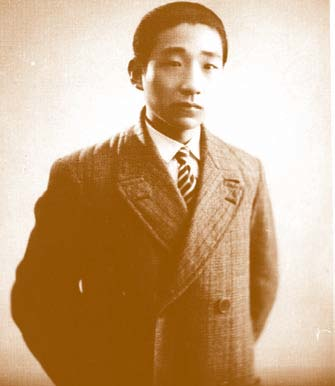
贝时璋 生物学家
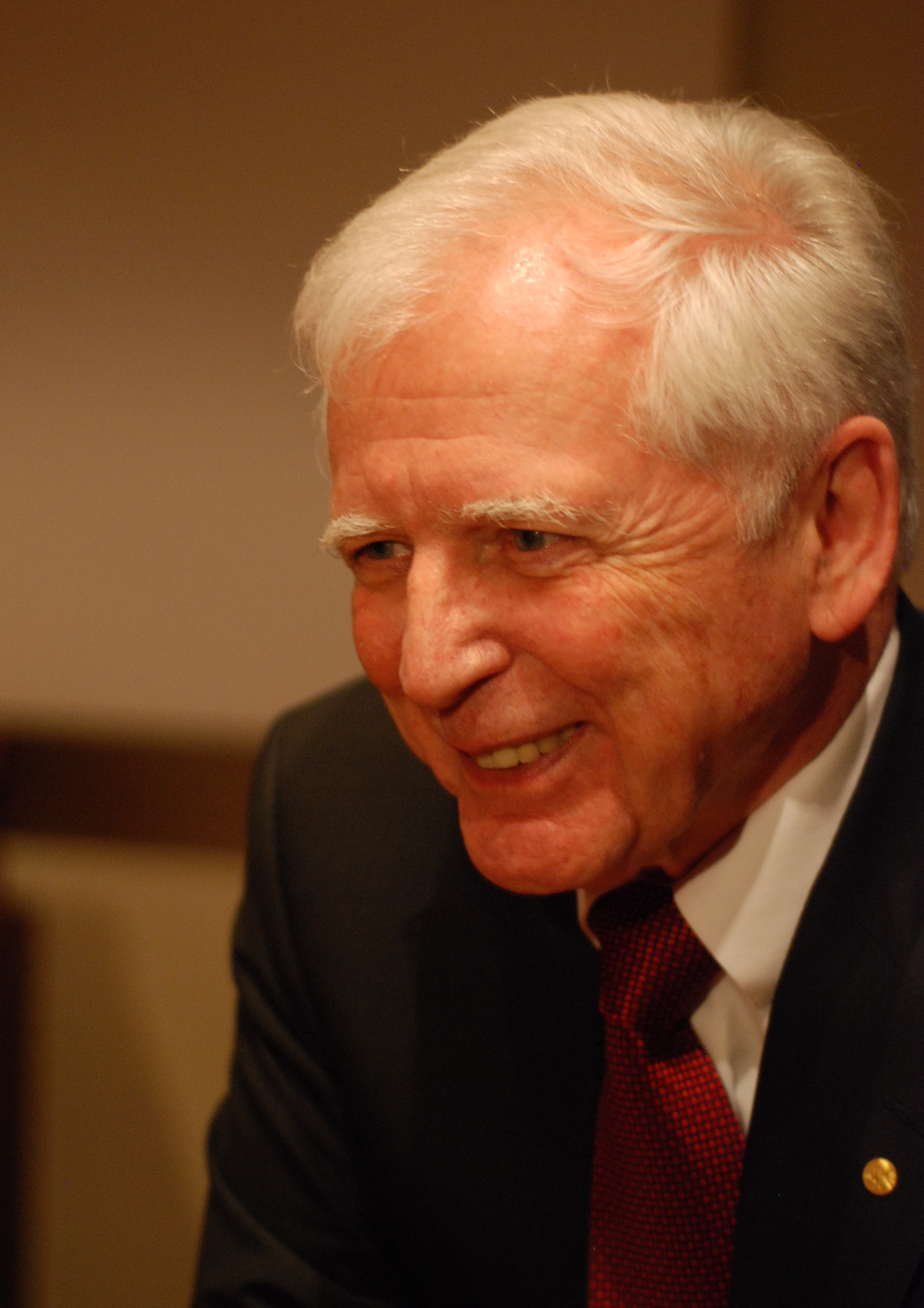
哈拉尔德·楚尔·豪森 医学家
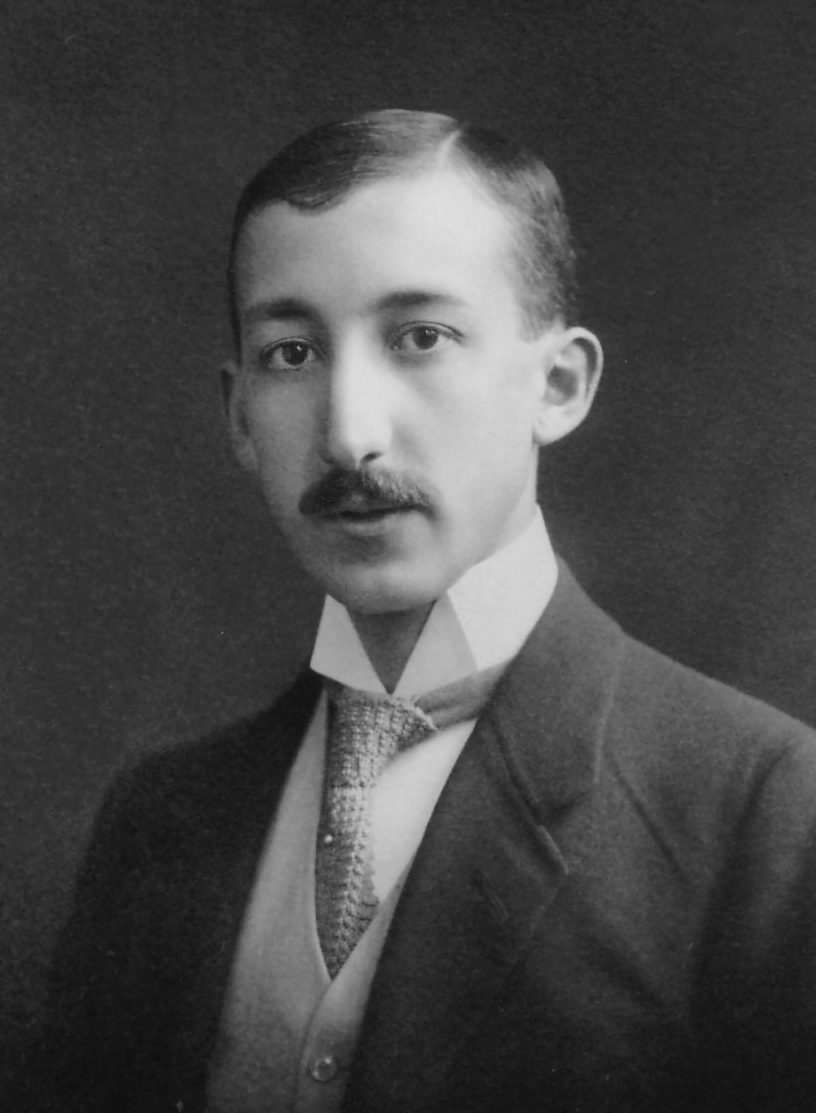
乔治·德海韦西 医学家
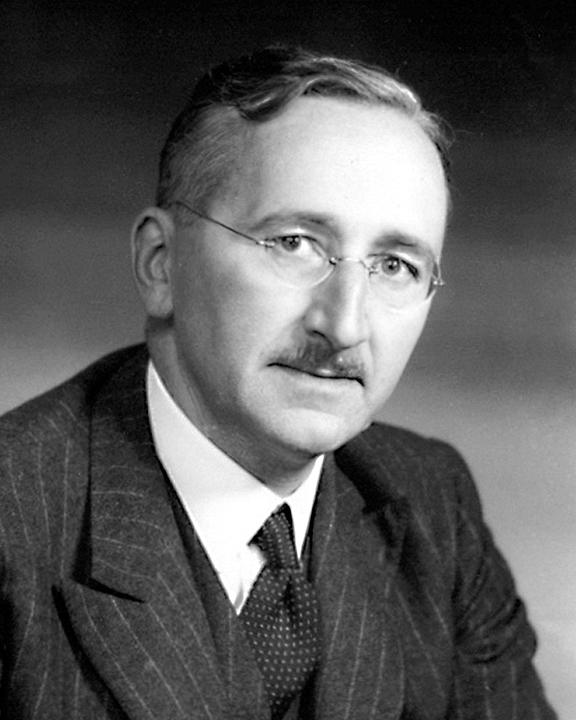
弗里德里希·哈耶克 经济学家
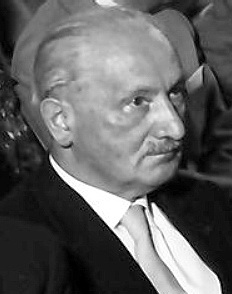
马丁·海德格尔 哲学家
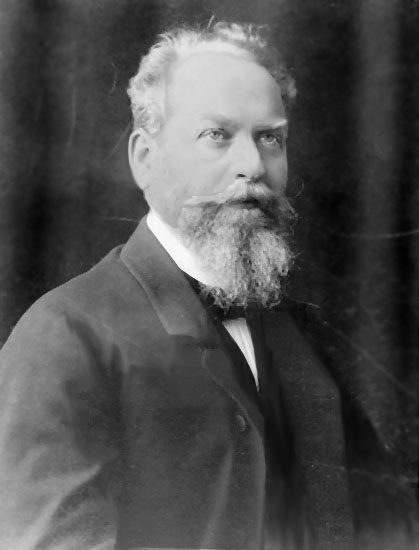
埃德蒙德·胡塞尔 哲学家
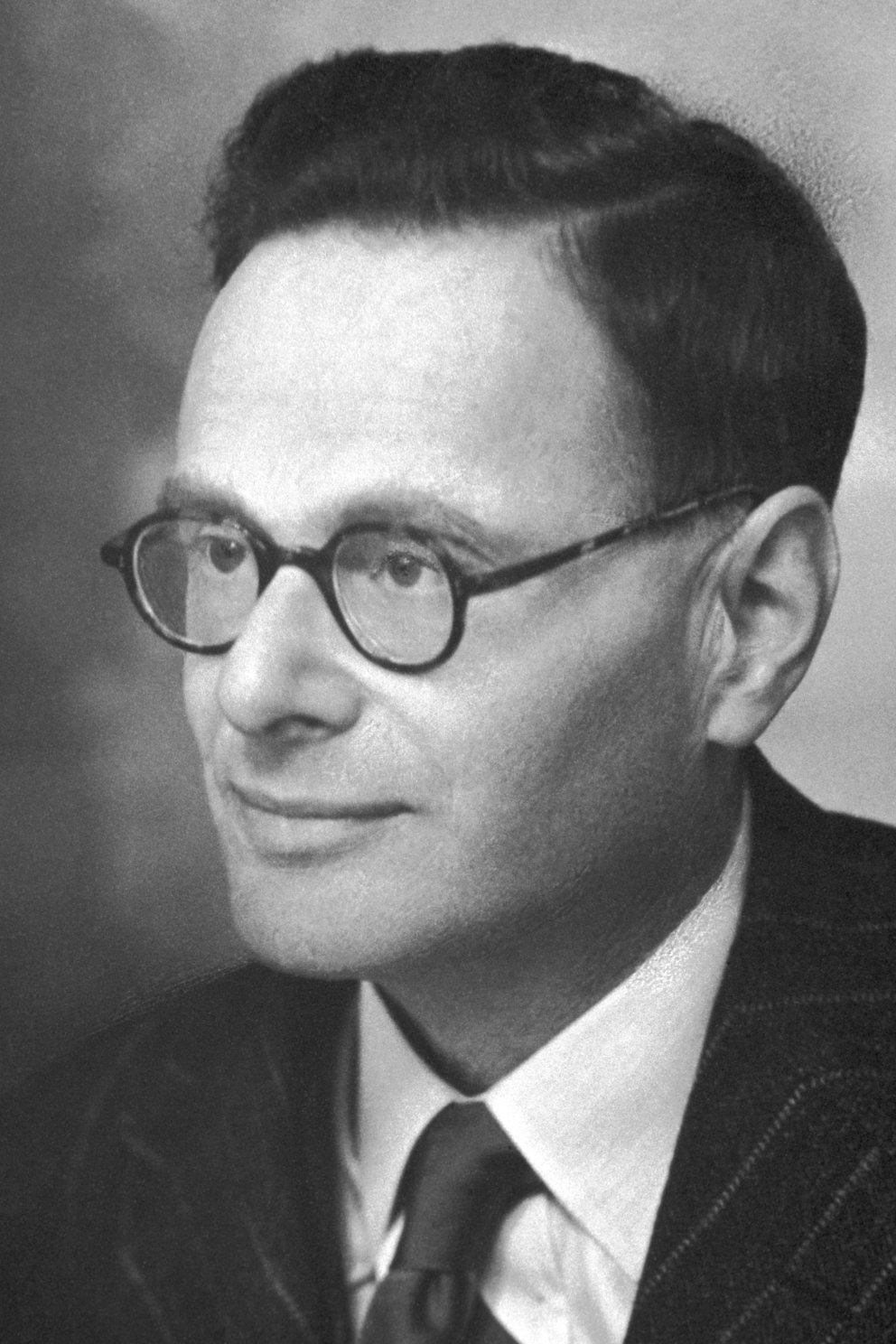
汉斯·克雷布斯 医学家
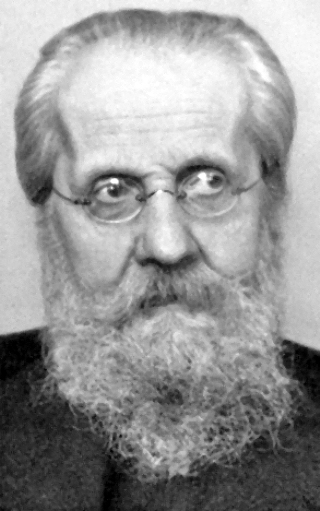
海因里希·李凯尔特 哲学家
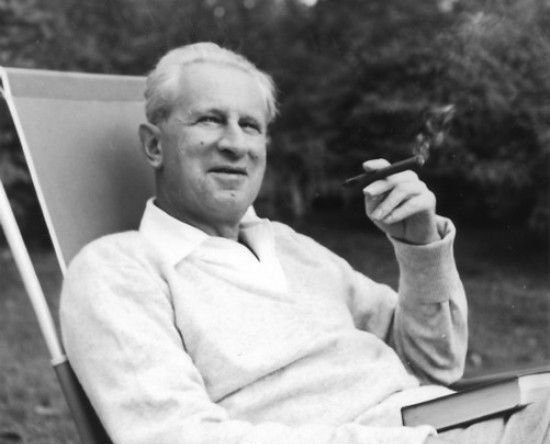
赫伯特·马尔库塞 哲学家
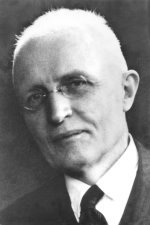
瓦尔特·欧肯 经济学家
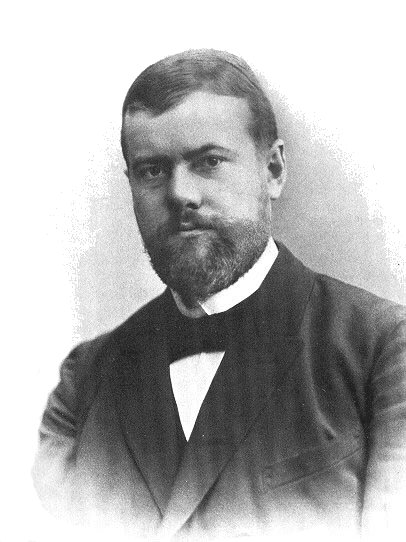
马克斯·韦伯 社会学家
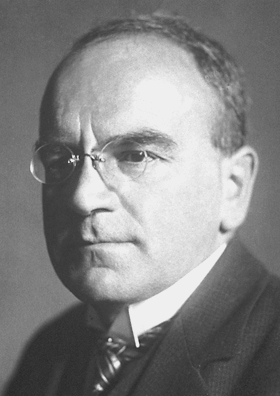
海因里希·奧托·威蘭 化学家
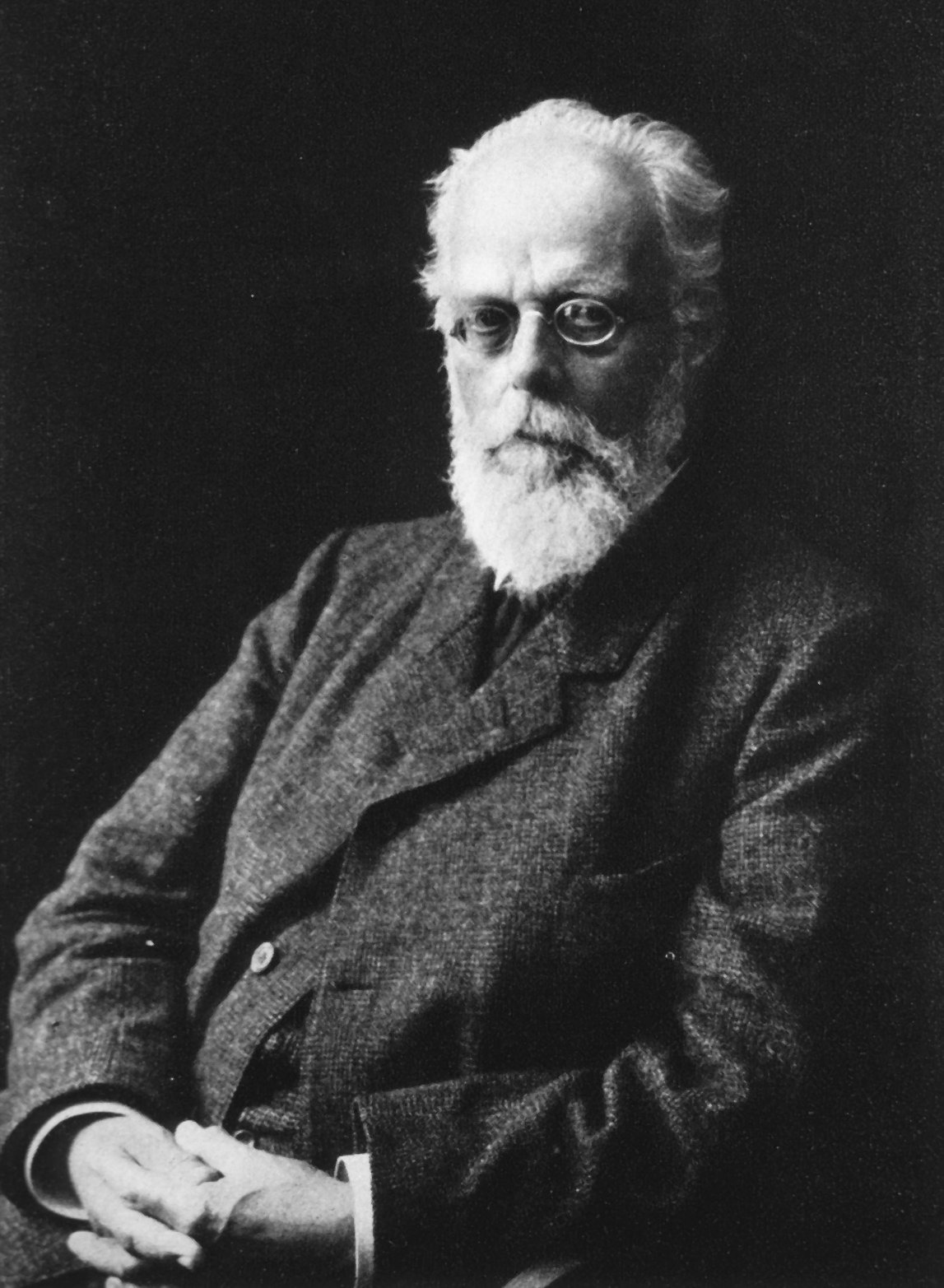
奥古斯特·魏斯曼 生物学家
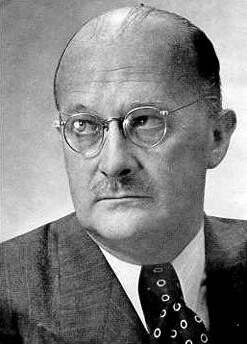
阿道夫·温道斯 化学家